# Ishdorj Otgonbayar
Ishdorj Otgonbayar (en mongol : Ишдоржийн Отгонбаяр), né le 6 avril 1968 à Oulan-Bator (Mongolie), est un footballeur mongol reconverti entraîneur, qui évoluait au poste de défenseur.
Il fut sélectionneur de 2000 à 2011 de l'équipe de Mongolie.